# Helene Stöcker
Helene Stöcker, född 13 november 1869 i Elberfeld vid Wuppertal, död 24 november 1943 i New York, var en tysk feminist och pacifist.
Stöcker, som tillhörde den borgerliga kvinnorörelsens vänsterflygel, deltog 1905 i grundandet av organisationen Bund für Mutterschutz und Sexualreform, i vilken hon var en av ledarna och var utgivare för dess tidskrift Die Mutterschaft/Die Neue Generation. Hon ivrade för bättre villkor för mödrar och för en ny sexualmoral, baserad på jämställdhet mellan könen. Hon var även aktiv pacifist. Hon lämnade Tyskland i samband med det nazistiska maktövertagandet 1933 och var från 1940 bosatt i USA.